# Dynamictennis
Dynamictennis is een relatief jonge racketsport (ontstaan in de jaren 80) geschikt voor iedereen vanwege het lichte materiaal waarmee gespeeld wordt.

## Het spel
De sport wordt gespeeld op een badmintonveld. Hierbij worden de oude tafeltennisregels gecombineerd met die van tennis. Het badminton net hangt op de grond. Je krijgt hierbij een soort klein tennisveld. Er wordt dus gespeeld tot de 21 punten (met twee punten verschil).
In het dubbelspel moet er net als bij het tafeltennis om de beurt geslagen worden.
Er wordt gespeeld met een speciaal ontwikkeld racket, echter rackets die origineel korter zijn dan 58 centimeter zijn goedgekeurd.
Het dynamictennisracket dat door de bond ontwikkeld is en verkocht wordt, weegt minder dan 190 gram en heeft een bespanning van ongeveer 12 kilogram.
Er wordt gespeeld met een foambal, die dus ook licht van gewicht is. Door de grote bal en lichte materialen is het een sport die uitermate geschikt is voor zowel de allerkleinsten als voor oudere mensen die de zware klappen van het tennis niet meer aan kunnen.
Elk jaar wordt er een NK enkel en een NK dubbel georganiseerd. De winnaar van de hoogste klasse is daarmee de enige echte Nederlands kampioen.
De sport wordt vooral in Nederland gespeeld en dan vooral in de provincie Gelderland. In de regio de Achterhoek is de sport het populairst. Er zijn ook spelers uit België welke dynamictennis spelen; ze speelden lange tijd bij een Nederlandse vereniging, echter sinds 2015 is er ook een Belgische vereniging, in Kortessem.

## NK enkel
| Jaar | Eerste                        | Tweede                                | Derde                                |
| ---- | ----------------------------- | ------------------------------------- | ------------------------------------ |
| 2005 | Paul Sommers (Taflan)         | Tom Groot Kormelink (Litac)           | Kevin Pluk (Taflan)                  |
| 2006 | Paul Sommers (Taflan)         | Roy van Veghel (Rapid)                | --                                   |
| 2007 | Tom Groot Kormelink (Litac)   | Paul Sommers (Taflan)                 | --                                   |
| 2008 | Paul Sommers (Taflan)         | Tom Groot Kormelink (Litac)           | --                                   |
| 2009 | Paul Sommers (Taflan)         | Niek Vos (Rapid)                      | Erik Diekmeijer (WSV Apeldoorn)      |
| 2010 | Paul Sommers (Taflan)         | Paul den Hartog (DTVE)                | Danny Willems (Rapid)                |
| 2011 | Paul Sommers (Taflan)         | Tom Groot Kormelink (Litac)           | Edward van den Heuvel (Rapid)        |
| 2012 | Paul Sommers (Taflan)         | Kevin Pluk (Taflan)                   | Tom Groot Kormelink (Litac)          |
| 2013 | Paul Sommers (Taflan)         | David van Loenen (WSV Apeldoorn)      | Niek Vos (Rapid)                     |
| 2014 | Paul Sommers (Taflan)         | Tom Groot Kormelink (Litac)           | Dennis de Kruyf (WSV Apeldoorn)      |
| 2015 | Paul Sommers (Taflan)         | Robert Hesen (Personal Tennis)        | Tom Maassen (Personal Tennis)        |
| 2016 | Tom Maassen (Personal Tennis) | Paul Sommers (Taflan)                 | Kevin Pluk (Taflan)                  |
| 2017 | Tom Maassen (Personal Tennis) | Paul Sommers (Taflan)                 | Job op 't Root (Personal Tennis)     |
| 2018 | Tom Maassen (Personal Tennis) | Paul Sommers (Taflan)                 | Roland Halekor (WSV-Dragonder noord) |
| 2019 | Paul Sommers (Taflan)         | Tom Maassen (Personal Tennis)         | Eric Knipscheer (Dios)               |
| 2022 | Tom Maassen (Personal Tennis) | Gert-Jan Enzlin (WSV Dragonder-Noord) | Wilco van Hal (Appoldro)             |

## NK dubbel
| Jaar | Eerste                                                 | Tweede                                                   | Derde                                        |
| ---- | ------------------------------------------------------ | -------------------------------------------------------- | -------------------------------------------- |
| 2008 | Tom Groot Kormelink (Litac) & Paul Sommers (Taflan)    | --                                                       | --                                           |
| 2009 | Tom Groot Kormelink (Litac) & Paul Sommers (Taflan)    | Kevin Pluk & Jan van der Linden (Taflan)                 | --                                           |
| 2010 | --                                                     | --                                                       | --                                           |
| 2011 | Paul Sommers & Kevin Pluk (Taflan)                     | Niek Vos & Danny Willems (Rapid)                         | Dennis de Kruyf & David van Loenen (WSV)     |
| 2012 | --                                                     | --                                                       | --                                           |
| 2013 | Paul Sommers & Kevin Pluk (Taflan)                     | Silvia Teage & Mindert Hoogstraten (WSV Apeldoorn)       | --                                           |
| 2014 | Paul Sommers & Kevin Pluk (Taflan)                     | Niek Vos & Danny Willems (Rapid)                         | --                                           |
| 2015 | Paul Sommers & Kevin Pluk (Taflan)                     | Tom Groot Kormelink (Litac) & Gert Eeltink (SSS Irene)   | --                                           |
| 2016 | Kevin Pluk & Jan van der Linden (Taflan)               | Tom Groot Kormelink (Litac) & Gert Eeltink (SSS Irene)   | Pieter Ermers & Koos Sommers (Taflan)        |
| 2017 | Paul Sommers & Kevin Pluk (Taflan)                     | Roland Halekor & Gert-Jan Enzlin (WSV-Dragonder noord)   | Danny Willems & Sem v Geffen (Rapid)         |
| 2018 | Gert-Jan Enzlin & Roland Halekor (WSV-Dragonder noord) | Erick Wijngaards & Wilco van Hal (DT Appoldro Apeldoorn) | --                                           |
| 2019 | Gert-Jan Enzlin & Roland Halekor (WSV-Dragonder noord) | Paul Sommers & Heidi Derks (Taflan)                      | Gert Eeltink & Eric Knipscheer (S.S.S Irene) |

## Geschiedenis
De sport is in de jaren 80 ontstaan om jeugd kennis te laten maken met tafeltennis. Inmiddels is het uitgegroeid tot een sport die door heel Nederland beoefend wordt. De bond heeft zo'n 1200 leden (anno 2014) en is nog steeds groeiende.

### De bond
Op 29 november 1994 is de huidige dynamictennisbond opgericht. Vanwege de grootte van de sport zorgt de bond voor de distributie en ontwikkeling van speelmateriaal. Hoewel ook externe rackets, mits deze aan de regels voldoen, gebruikt morgen worden.